# Anomalosa
Anomalosa es un género de arañas araneomorfas de la familia Lycosidae. Se encuentra en Australia.

## Lista de especies
Según The World Spider Catalog 12.0:
- Anomalosa kochi (Simon, 1898)
- Anomalosa oz Framenau, 2006